# Takakura (Tennō)

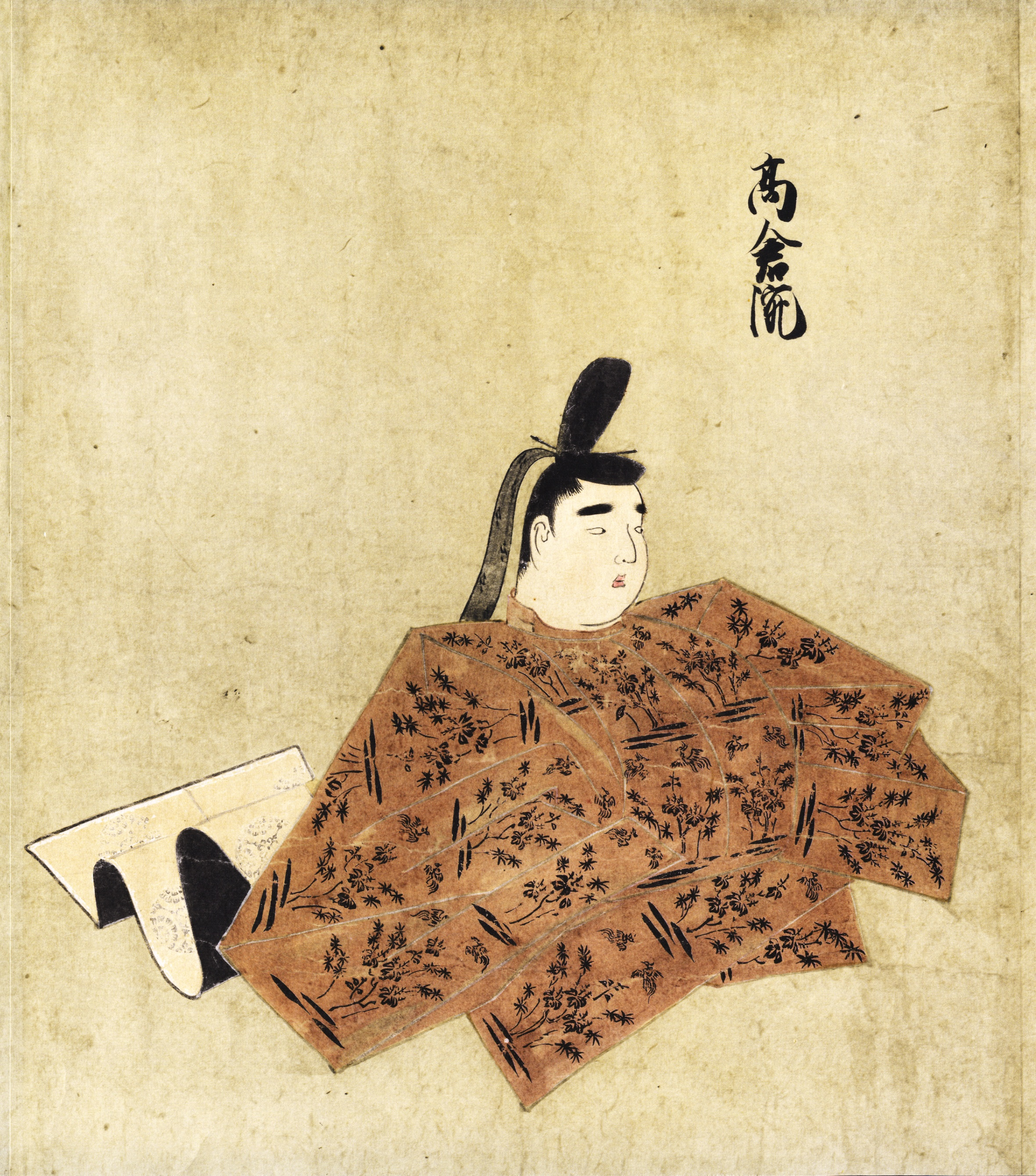
Takakura (Tennō)

Kaiser Takakura (jap. 高倉天皇, Takakura-tennō; * 23. September 1161; † 30. Januar 1181) war der 80. Tennō von Japan. Er regierte vom 30. März 1168 bis 18. März 1180.
Sein Eigenname war Norihito (憲仁). Sein Vater war der ehemalige Kaiser Go-Shirakawa, seine Mutter Taira no Shigeko war eine Schwägerin Taira no Kiyomoris. Kiyomori war ein sehr mächtiger Politiker der damaligen Zeit und hatte zusammen mit Go-Shirakawa die eigentliche Macht inne (Insei-System).
1171 setzte Kiyomori die Heirat zwischen Takakura und seiner Tochter Tokuko durch. Deren erster Sohn, Prinz Tokihito wurde 1178 geboren. 1179 inszenierte Kiyomori einen Staatsstreich, erzwang den Rücktritt seiner Rivalen von allen Regierungsposten und verbannte sie. Er nahm auch den abgedankten Kaiser Go-Shirakawa gefangen und zwang 1180 Takakura zur Abdankung und setzte Prinz Tokuhito als Kaiser Antoku auf den Thron. Die Maßnahmen Kiyomoris lösten den Gempei-Krieg aus, der letztlich das Kamakura-Shogunat begründete.
Takakura war Vater der Kaiser Antoku und Go-Toba, sowie Großvater der Kaiser Tsuchimikado und Juntoku, deren Väter Go-Toba und Go-Horikawa waren. Von Go-Horikawa stammt das heutige Kaiserhaus ab.